# Гартфорд (округ)
Шаблон:StateAbbr_ 41°49′ пн. ш. 72°44′ зх. д. / 41.81° пн. ш. 72.73° зх. д.
Га́ртфорд (англ. Hartford County) — округ (графство) у штаті Коннектикут, США. Ідентифікатор округу 09003.

## Населені пункти
В склад округу входять 3 міста (сіті) та 26 містечок (таун).
Міста
| Місто      | Населення, осіб | Рік  |
| ---------- | --------------- | ---- |
| Бристоль   | 61353           | 2005 |
| Гартфорд   | 124512          | 2006 |
| Нью-Брітен | 41254           | 2005 |

Містечка
| Містечко      | Населення, осіб | Рік  |
| ------------- | --------------- | ---- |
| Берлін        | 19590           | 2005 |
| Берлінгтон    | 8190            | 2000 |
| Блумфілд      | 20626           | 2009 |
| Вест-Гартфорд | 63268           | 2010 |
| Ветерсфілд    | 26220           | 2005 |
| Віндзор       | 28778           | 2005 |
| Віндзор-Локс  | 12411           | 2005 |
| Гартленд      | 2082            | 2005 |
| Глестонбері   | 33089           | 2005 |
| Гренбі        | 11088           | 2005 |
| Ейвон         | 17209           | 2005 |
| Енфілд        | 45441           | 2005 |
| Іст-Віндзор   | 10447           | 2005 |
| Іст-Гартфорд  | 51252           | 2010 |
| Іст-Гренбі    | 5058            | 2005 |
| Кентон        | 8840            | 2000 |
| Манчестер     | 58241           | 2010 |
| Марлборо      | 6267            | 2005 |
| Ньюінгтон     | 29676           | 2005 |
| Плейнвілл     | 17382           | 2000 |
| Рокі-Гілл     | 18760           | 2005 |
| Саут-Віндзор  | 25709           | 2010 |
| Саутінгтон    | 42077           | 2005 |
| Саффілд       | 14704           | 2005 |
| Сімсбері      | 23656           | 2005 |
| Фармінгтон    | 24941           | 2005 |

## Демографія
Населення округу становить 894014 осіб (2010). За даними перепису 2000 року загальне населення округу становило 857183 осіб, зокрема міського населення було 810283, а сільського — 46900. Серед мешканців округу чоловіків було 412276, а жінок — 444907. В окрузі було 335098 домогосподарств, 222356 родин, які мешкали в 353022 будинках. Середній розмір родини становив 3,05.
Віковий розподіл населення поданий у таблиці:
| Стать    | До 15 років | 15-21 | 22-29 | 30-39 | 40-49 | 50-65 | 65-85 | Понад 85 |
| -------- | ----------- | ----- | ----- | ----- | ----- | ----- | ----- | -------- |
| Чоловіки | 90437       | 37419 | 39025 | 64957 | 65528 | 64613 | 45421 | 4876     |
| Жінки    | 86328       | 35994 | 39763 | 67534 | 68996 | 70961 | 62752 | 12579    |

## Суміжні округи
- Гемпден, Массачусетс — північ
- Толленд — схід
- Нью-Лондон — південний схід
- Міддлсекс — південь
- Нью-Гейвен — південний захід
- Лічфілд — захід

## Виноски
1. ↑  U.S. Decennial Census. United States Census Bureau. Архів оригіналу за 26 квітня 2015. Процитовано 11 червня 2014.
2. ↑  Historical Census Browser. University of Virginia Library. Архів оригіналу за 11 серпня 2012. Процитовано 11 червня 2014.
3. ↑  Population of Counties by Decennial Census: 1900 to 1990. United States Census Bureau. Архів оригіналу за 3 січня 2015. Процитовано 11 червня 2014.
4. ↑  Census 2000 PHC-T-4. Ranking Tables for Counties: 1990 and 2000 (PDF). United States Census Bureau. Архів оригіналу (PDF) за 18 грудня 2014. Процитовано 11 червня 2014.
5. ↑  State & County QuickFacts. United States Census Bureau. Архів оригіналу за 7 червня 2011. Процитовано 11 червня 2014.(англ.) Наведено за англійською вікіпедією.
6. ↑  American FactFinder. Бюро перепису населення США. Архів оригіналу за 21 травня 2008. Процитовано 31 січня 2008.

| Прапор США | Це незавершена стаття про Сполучені Штати Америки. Ви можете допомогти проєкту, виправивши або дописавши її. |